# 乾道 (西夏)
乾道（けんどう）は、西夏の恵宗の治世で用いられた元号。1068年 （鄧洪波『東亞歴史年表』に拠る）。
西夏の元号については年代比定に異説があり、例えば藤島達朗・野上俊静編『東方年表』では1069年 - 1070年とする。

## 西暦等との対照表
| 乾道 | 元年     |
| 西暦 | 1068年   |
| 干支 | 戊申     |
| 遼   | 咸雍4年  |
| 北宋 | 熙寧元年 |